# 知・好・楽
知・好・楽(ちこうらく)は、ナムコが運営していたネットカフェ

## 概要
当初はナムコの直営で創業者にして、後のバンダイナムコゲームス名誉相談役の中村雅哉が、“仕事に対する姿勢”として引き合いに出す、論語「子曰、知之者不如好之者、好之者不如楽之者」（「知っているだけの人は好んでやっている人にかなわない。好んでやっている人も楽しんでやっている人にはかなわない。」）という一節に由来して命名された。「スペースクリエイト自遊空間」を経営するランシステムへ事業を売却し営業していた9店舗は2011年9月20日から9月28日までに毎日1店舗ずつ閉店していき全店閉店、その後自遊空間として開店した。

## 店舗
- 名駅前 （愛知県）

平成23年9月20日 午前9時 閉店
- 横浜西口店 （神奈川県）

平成23年9月21日 午前9時 閉店
- 西川口店 （埼玉県）

平成23年9月22日 午前9時 閉店
- 巣鴨店 （東京都）

平成23年9月23日 午前9時 閉店
- 神田北口店 （東京都）

平成23年9月24日 午前9時 閉店
- 赤坂店 （東京都）

平成23年9月25日 午前9時 閉店
- 雷門店 （東京都）

平成23年9月26日 午前9時 閉店
- 新小岩店 （東京都）

平成23年9月27日 午前9時 閉店
- 新横浜店 （神奈川県）

平成23年9月28日 午前9時 閉店